# Ara roșu
Ara roșu (Ara macao) este o specie de papagali neotropicali din familia Psittacidae. Aria sa de răspândire se întinde din sud-estul Mexicului până în Peru, Ecuador, Columbia, Bolivia, Venezuela, Honduras și Brazilia în zonele joase de la 500 m până la 1.000 m, insula Trinidad din Caraibe, precum și insula Coiba din Pacific.

## Taxonomie
Ara roșu a fost descrisă oficial de naturalistul suedez Carl Linnaeus în 1758, în cea de-a zecea ediție a lucrării sale Systema Naturae, sub denumirea binomială Psittacus macao. Ara roșu este în prezent încadrată în genul Ara (Lacépède, 1799), unul dintre cele 6 genuri de macaws din America Centrală și de Sud.
Cele două subspecii pot fi recunoscute după mărimea și detaliile de culoare ale penelor de pe aripi:
- Ara macao macao (Linnaeus, 1758)
- Ara macao cyanopterus (Wiedenfeld, 1995)

## Galerie

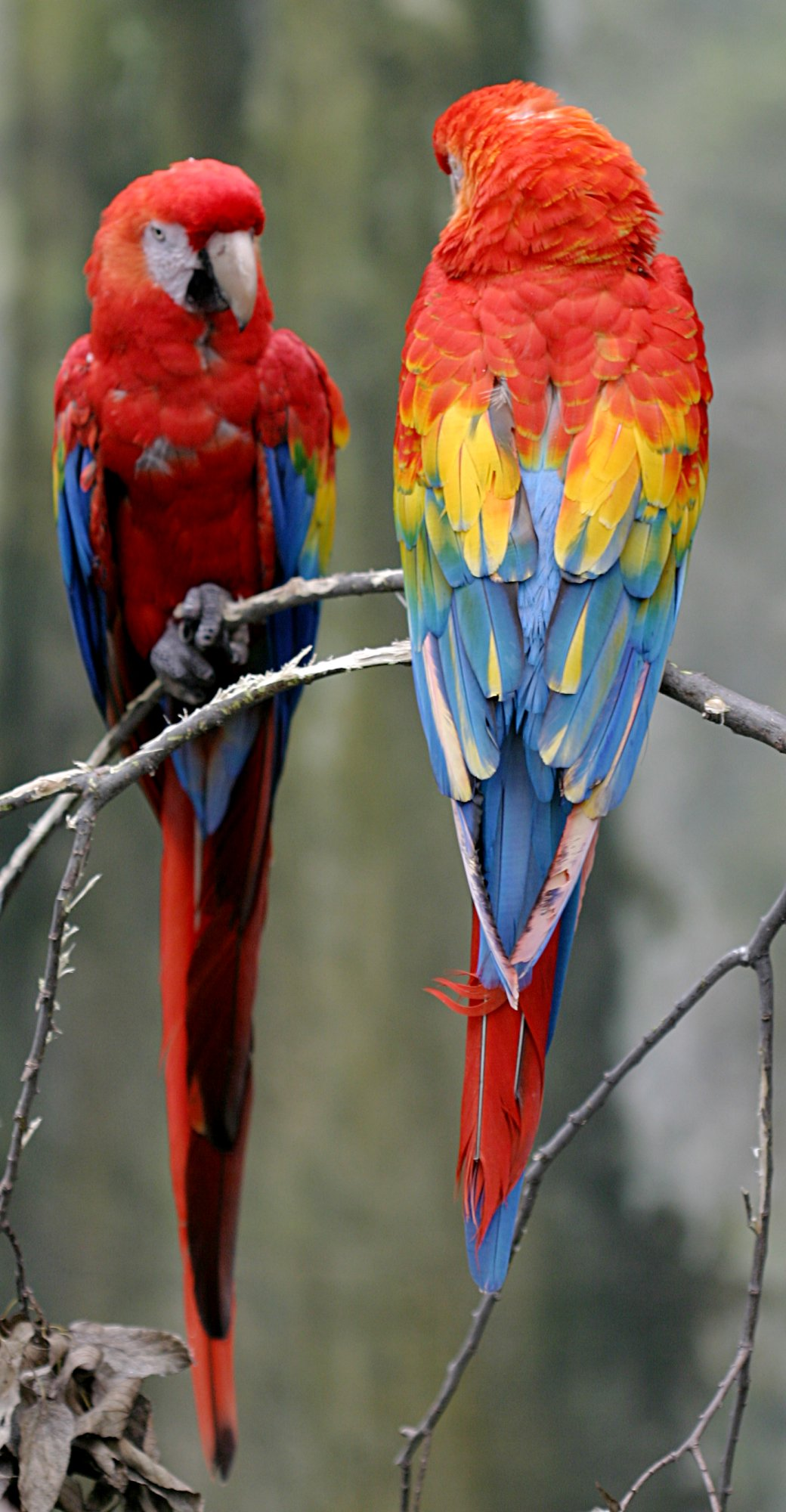
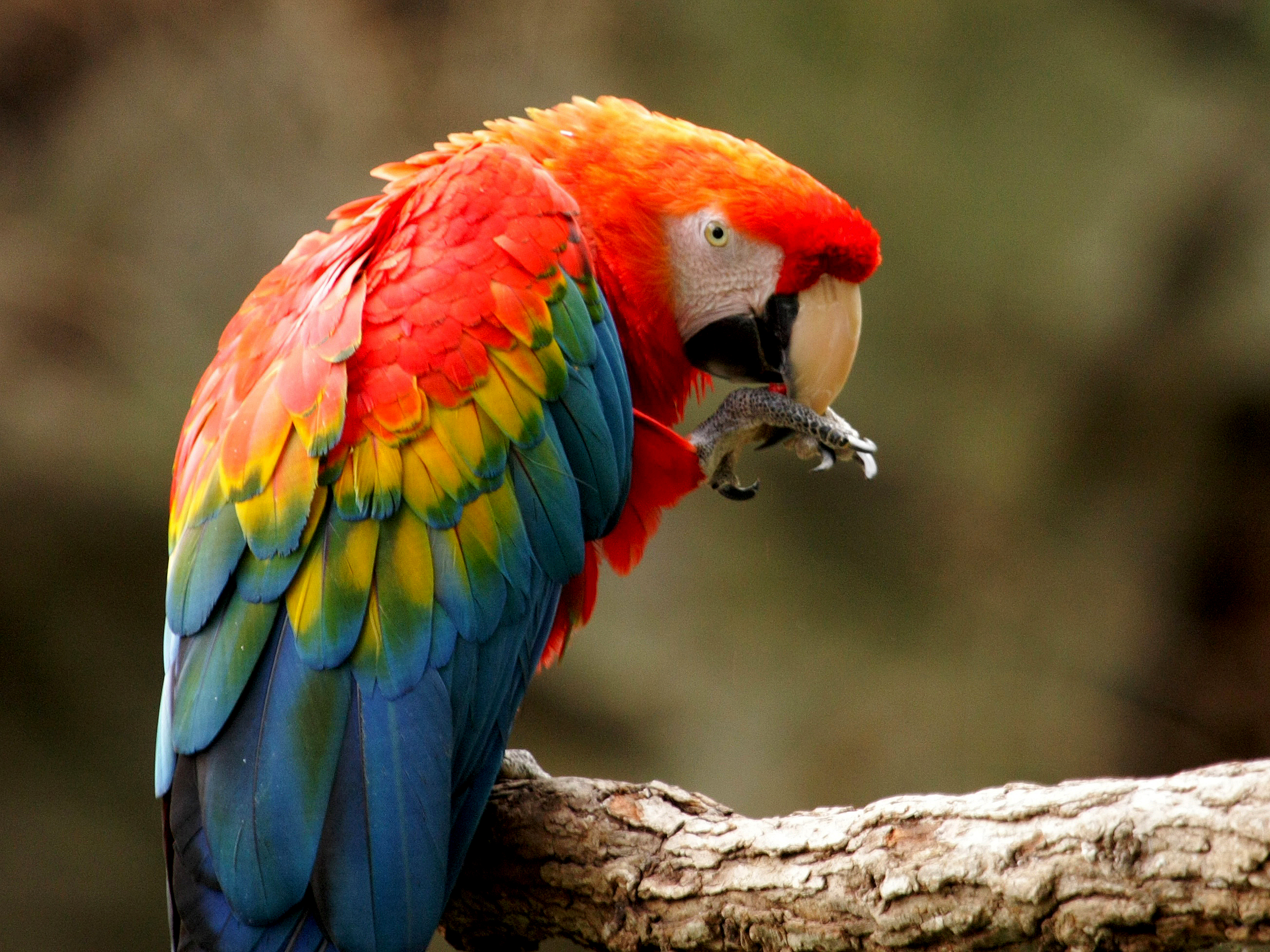
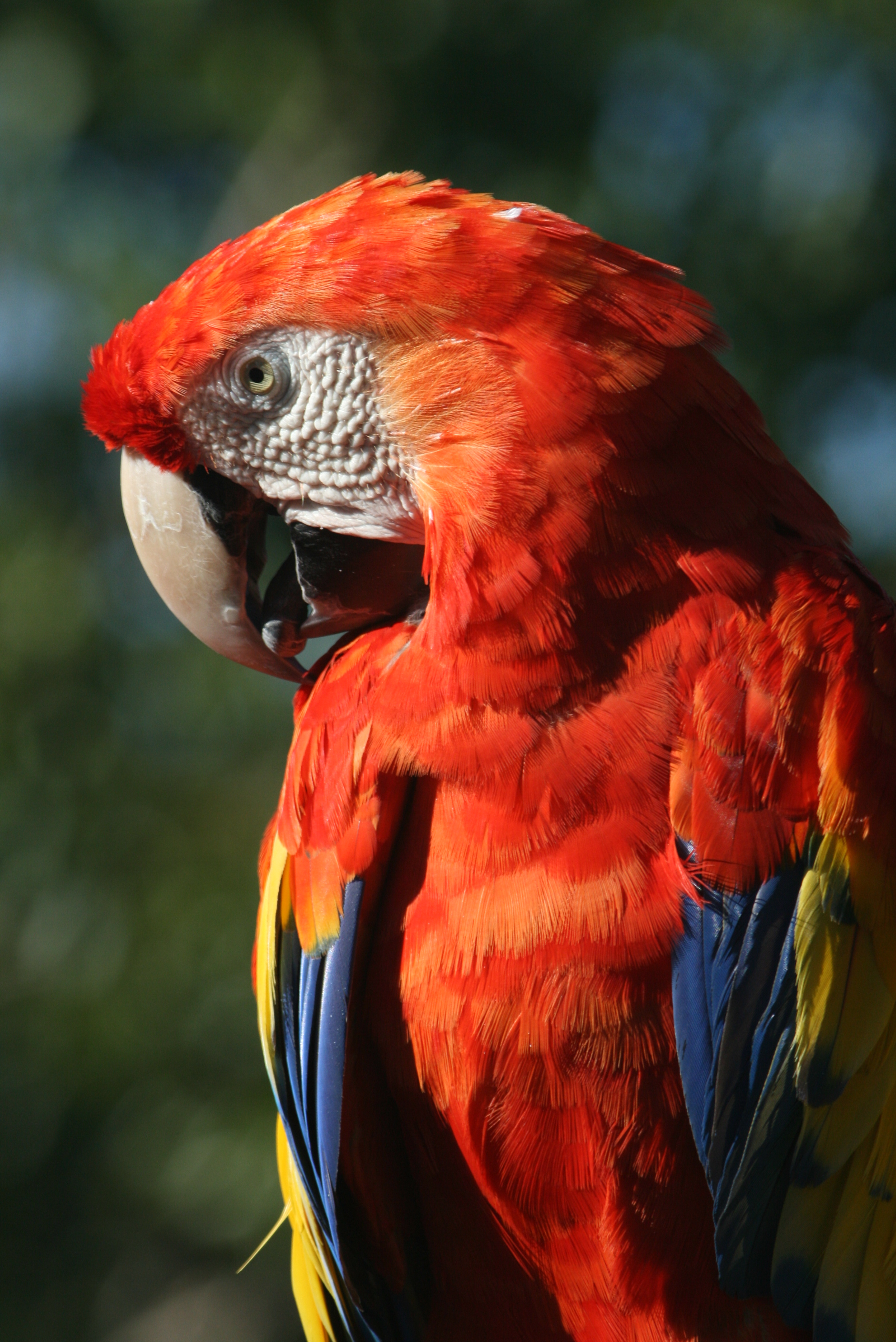
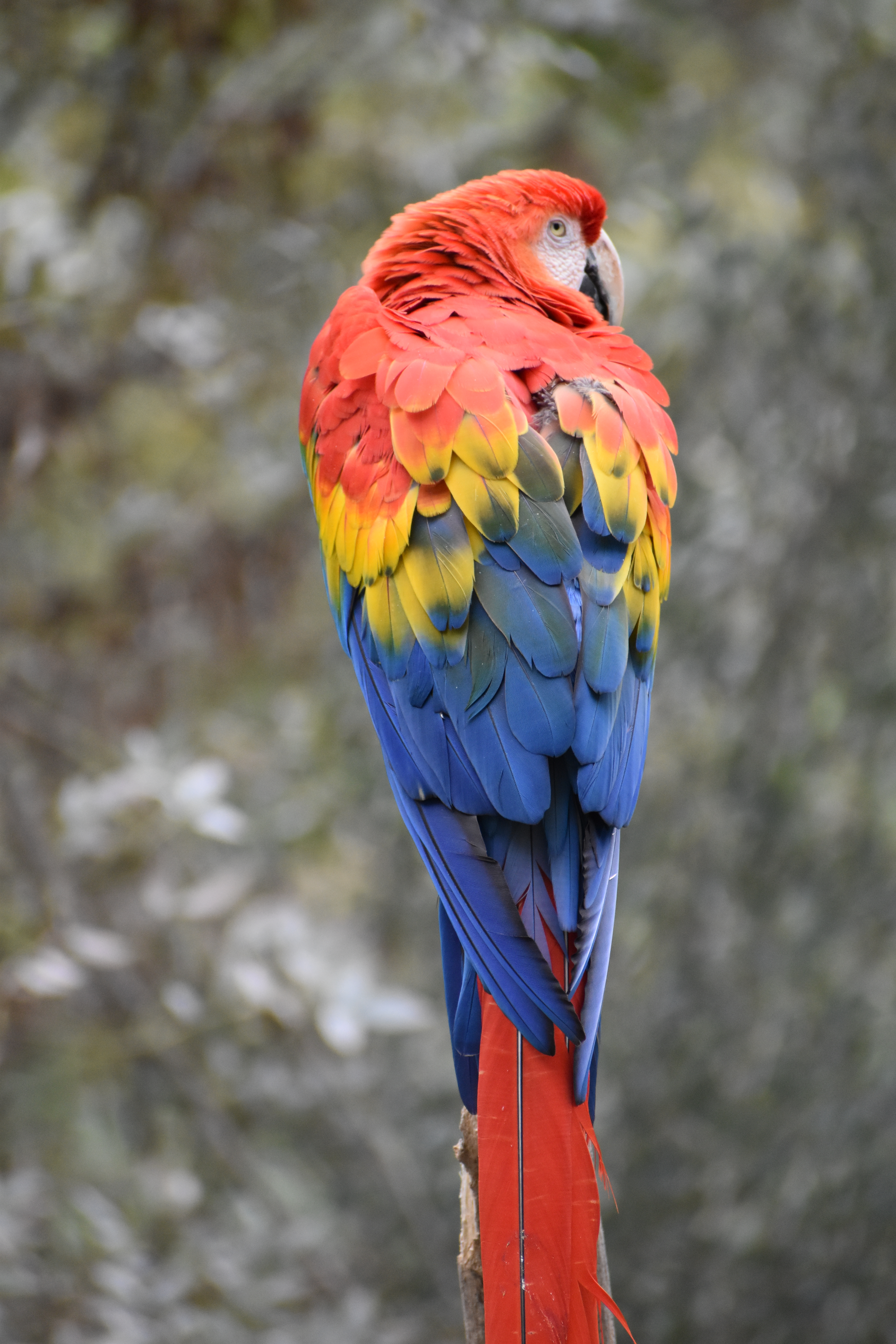
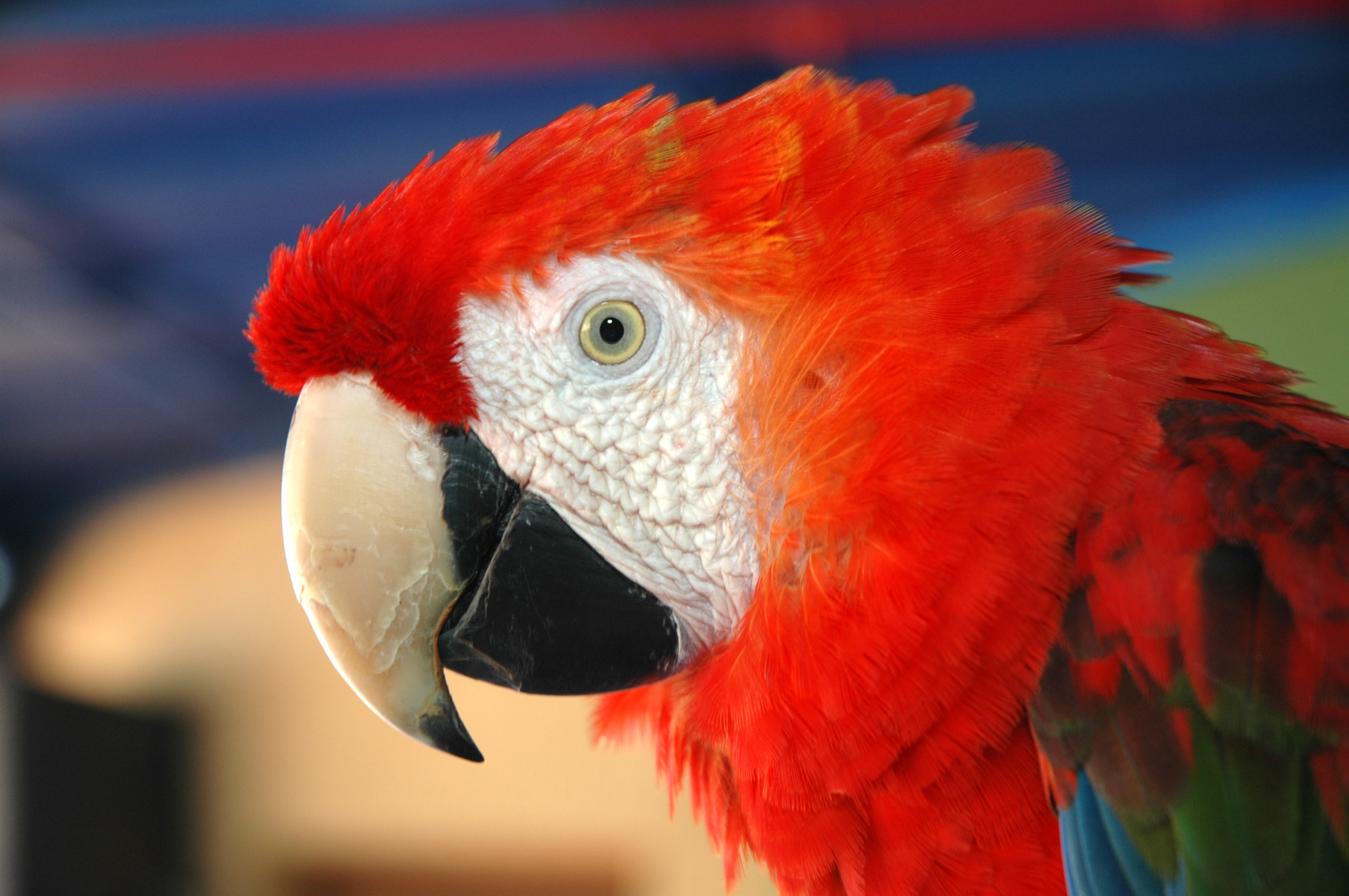
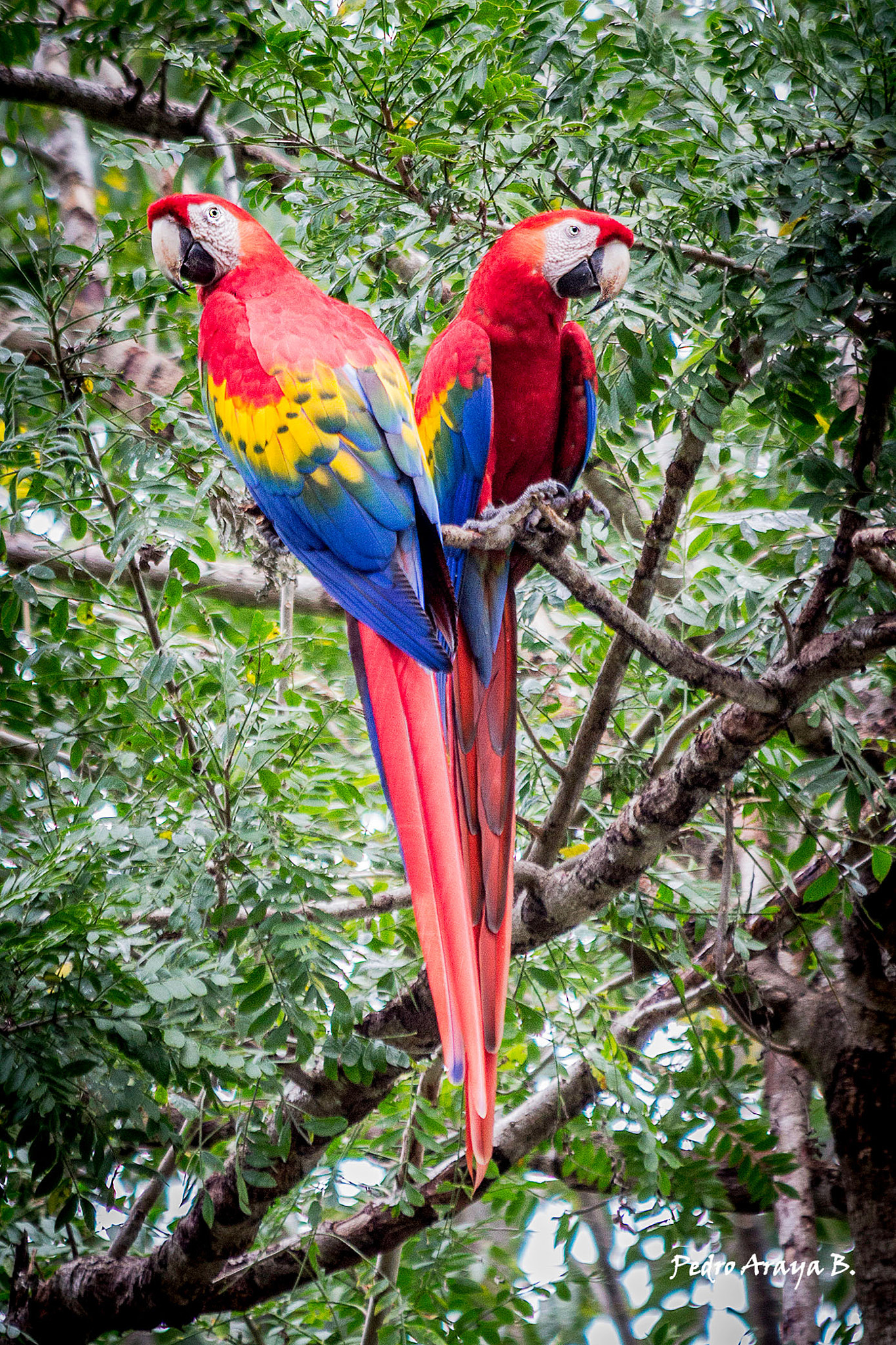